# 블래스터 마스터 제로 2
《블래스터 마스터 제로 2》는 인티 크리에이츠가 제작한 액션 플랫폼 게임이다. 《블래스터 마스터》 시리즈의 여덟 번째 작품이자 《블래스터 마스터 제로》 삼부작의 두 번째 게임이다. 2019년 3월 20일 닌텐도 스위치로 처음 출시됐으며, 이후 마이크로소프트 윈도우, 플레이스테이션 4, 엑스박스 원 및 엑스박스 시리즈 X/S판이 잇따라 발매됐다.
전작 《블래스터 마스터 제로》로부터 몇 달 후의 시점에서 이야기가 시작하며, 주인공 제이슨 프러드닉은 모험 중에 만난 소녀 이브가 뮤턴트에게 침식당하는 것을 치료하기 위해 여러 행성을 돌아다니는 것이 주된 이야기이다.
2021년, 후속작 《블래스터 마스터 제로 3》이 발매됐다.

## 개발 및 출시
개발은 1988년 선소프트 게임 《블래스터 마스터》의 리부트 《블래스터 마스터 제로》를 제작한 인티 크리에이츠가 담당했다. 전작의 개발진을 중심으로 약 일 년 간의 개발 기간에 걸쳐 후속작을 제작했다.

## 반응
닌텐도 스위치판의 경우 리뷰 애그리게이터 웹사이트 메타크리틱에서 100점 만점에 85점을 기록해 "대체적으로 긍정적인 평가"를 받았다.

## 참조

### 내용주
1. ↑  영어: Blaster Master Zero 2, 일본어: ブラスターマスター ゼロ 2